# Beled (Magyarország)
Beled város Győr-Moson-Sopron vármegyében, a Kapuvári járásban, a járásszékhelytől 15 km-re, délre található. Közigazgatásilag hozzátartozik Vica község is. 
Bár a Dél-Rábaköz központi településének számít, 2647 hektáros kiterjedésével a megye legkisebb közigazgatási területű városa, illetve egy 2018-as adat szerint abban az évben a lakónépesség és a lakások száma tekintetében is a legkisebb volt.

## Fekvése
A Rábaköz délnyugati részén fekszik, a Kis-Rába folyása mentén.
A terület többszöri, földtörténeti korszakonkénti süllyedéséből adódóan a beledi téglagyár fejtőjében legalább 3-4 eltemetett, fosszilis talajréteg mutatható ki. A sík vidéket a Rába és a Répce mellékágai agyagos öntései borítják. 1-3 méteres mélységben kavics is található itt, amit a Rába rakott le.

### Megközelítése
A település legfontosabb közúti megközelítési útvonala a 86-os főút, amely a központjától délre halad el, ezen érhető el Csorna, illetve Répcelak-Szombathely felől is. A kisvároson, annak főutcájaként, kelet-nyugati irányban a 8612-es út húzódik végig, amely innen Nagycenk térségéig vezet; keresztirányban pedig a 8606-os út szeli át a belterület keleti részét, az Csorna térségétől húzódik idáig.
A belterületeket elkerülve, szintén nagyjából észak-déli irányban húzódik itt a Kapuvár-Celldömölk közti 8611-es út, Vica városrészen pedig a 8609-es út húzódik keresztül. Vásárosfaluval a 8428-as út köti össze; keleti határszélét érinti még a 8607-es út is.
Távolsági autóbuszjáratok sűrűn közlekednek Kapuvárra, Csornára és Szombathelyre.
A hazai vasútvonalak közül a települést a Hegyeshalom–Porpác-vasútvonal érinti, amelynek két megállási pontja van itt. Beled vasútállomás a városközpont nyugati szélén helyezkedik el, Vica megállóhely pedig Vica városrész délkeleti peremén.

## Története
A település a nevét az Osl nemzetségben egykor gyakran előfordult Belud személynévről kapta. Okleveles forrásokban első említése 1230-ra tehető. Középkori birtokosai az Osl nemzetségből leszármazott családok – Ostffyak, Csornaiak, Kanizsayak –, illetve a csornai prépostság voltak. 1536-ban a Nádasdyak, majd 1681-től az Esterházyak birtoka volt.
Az 1594. évi török pusztítás elérte Beledet is, de az újjátelepítés hamarosan megindult. A 17. század elején Cziráky Mózes megszerezte a község nagyobb felét és megalkotta a Cziráky-birtoktestet. A fölaprózott nemesi ingatlanokon pedig a jobbágytalan, egytelkes nemesek kezdtek gyökeret verni.
Beleden a mezőgazdaság mellett jelentős volt a kisipar is. 1874-ben a céhek helyére lépő ipartestülethez 12-féle iparágban 30 mester és segéd tartozott. 
Nagy előrelépést jelentett az itt élők számára, hogy az 1891-ben megnyitott Pozsony–Szombathely-vasútvonal Beledet is érintette, hiszen ez nagy jelentőséggel bírt a személy- és áruszállítás területén is. A település szerkezetére is hatással volt, megnyitotta a Rábán túli építkezések sorát.
Beled arculata a XX. század első évtizedekre már városias, polgári jelleget öltött. Boltok sora tarkította a Fő utcát, gazdag közösségi élet bontakozott ki egyletek, körök, asztaltársaságok formájában. A kulturált időtöltést szolgálta a kaszinó, a kávéház és a mozi is. 
Az első világháború veszteségei után a második még mélyebben érintette a falut. Szinte minden családnak volt hősi halottja. A városháza melletti emlékmű 64 hadban elesett katona nevét örökíti meg. Az Auschwitzba hurcolt 330 helyi zsidó lakos közül pedig 278-an vesztették életüket a „halálgyárban”.
1983-ban Beledhez csatolták Vica községet.
Szomorú eseménye volt a település történetének, hogy 1990. január 26-án a 16-os oldalszámú, MiG–23UB típusú repülőgéppel repülve a MiG-21 típusról frissen átképzett Reinhardt Róbert százados és az őt a vizsgafeladaton ellenőrző Bakó Ferenc ezredes a repülés 5. percében, Beled mellett lezuhant. A szerencsétlenségben mindketten meghaltak.
Beled 2009. július 1-én városi rangot kapott.

## Közélete

### Polgármesterei
- 1990–1994: Gombás László (független)[5]
- 1994–1998: Gombás László (független)[6]
- 1998–2002: Szalay József (független)[7]
- 2002–2006: Tompáné Balogh Mária (független)[8]
- 2006–2010: Tompáné Balogh Mária (független)[9]
- 2010–2014: Tompáné Balogh Mária Erzsébet (Fidesz-KDNP)[10]
- 2014–2019: Major Jenő (független)[11]
- 2019–2024: Major Jenő (független)[12]
- 2024– : Major Jenő (független)[1]

## Népesség
A település népességének változása:
| Lakosok száma | 2656 | 2672 | 2640 | 2537 | 2438 | 2403 | 2417 |
|               | 2013 | 2014 | 2015 | 2021 | 2022 | 2023 | 2024 |

A 2011-es népszámlálás során a lakosok 87,2%-a magyarnak, 0,3% cigánynak, 1,3% németnek, 0,2% románnak mondta magát (12,5% nem nyilatkozott; a kettős identitások miatt a végösszeg nagyobb lehet 100%-nál). A vallási megoszlás a következő volt: római katolikus 55,8%, református 0,7%, evangélikus 16,3%, felekezeten kívüli 4,1% (22,4% nem nyilatkozott).
2022-ben a lakosság 91,5%-a vallotta magát magyarnak, 1,7% németnek, 0,3% cigánynak, 0,2% románnak, 0,1% lengyelnek, 1,7% egyéb, nem hazai nemzetiségűnek (8% nem nyilatkozott; a kettős identitások miatt a végösszeg nagyobb lehet 100%-nál). Vallásuk szerint 43,5% volt római katolikus, 14,7% evangélikus, 1,1% református, 0,3% görög katolikus, 0,6% egyéb keresztény, 1,3% egyéb katolikus, 5,7% felekezeten kívüli (32,8% nem válaszolt).

## Nevezetességei
- A főutcán található Barthodeiszky-kastély a 19. század végén épült Ludwig Schöne német-osztrák építészmérnök tervei alapján. Ma általános iskola működik benne, illetve a helytörténeti kiállítás is itt kapott helyet.
- A kastélytól nem messze tekinthető meg a 2016-ban felavatott holokauszt-emlékmű, mellyel a körülbelül 360, Beledről elhurcolt zsidó lakosnak állítottak emléket.
- A kisváros főutcáján álló Kisboldogasszony-templom mai formájában 1863-ban épült romantikus stílusban. Tornya nyolcszög formájú.
- A magas tornyú evangélikus templom az Árpádkert városrészben, az Árpád téren található, 1805-ben épült.
- A városháza egy emeletes épülete 1929-ben épült, főhomlokzata később erkéllyel bővült.
- A vicai városrészben álló római katolikus templom
- Malomépületek

## Rendezvényei
- Pünkösdi Fesztivál
- Glóbusznap
- Káposztafesztivál Vica városrészben
- Beledi Majális

## Híres emberek
- Itt született szeniczei Bárány György (1682–1757) evangélikus lelkész.
- Itt született Pollák Miksa (1868–1944) rabbi, történettudós, Pap Károly író apja, aki az auschwitzi koncentrációs tábor helyi áldozatainak egyike volt.

## Érdekesség
A város nevét helyileg „Belëd”-nek ejtik, tehát az első „e” nyílt, a második zárt.

## Képgaléria

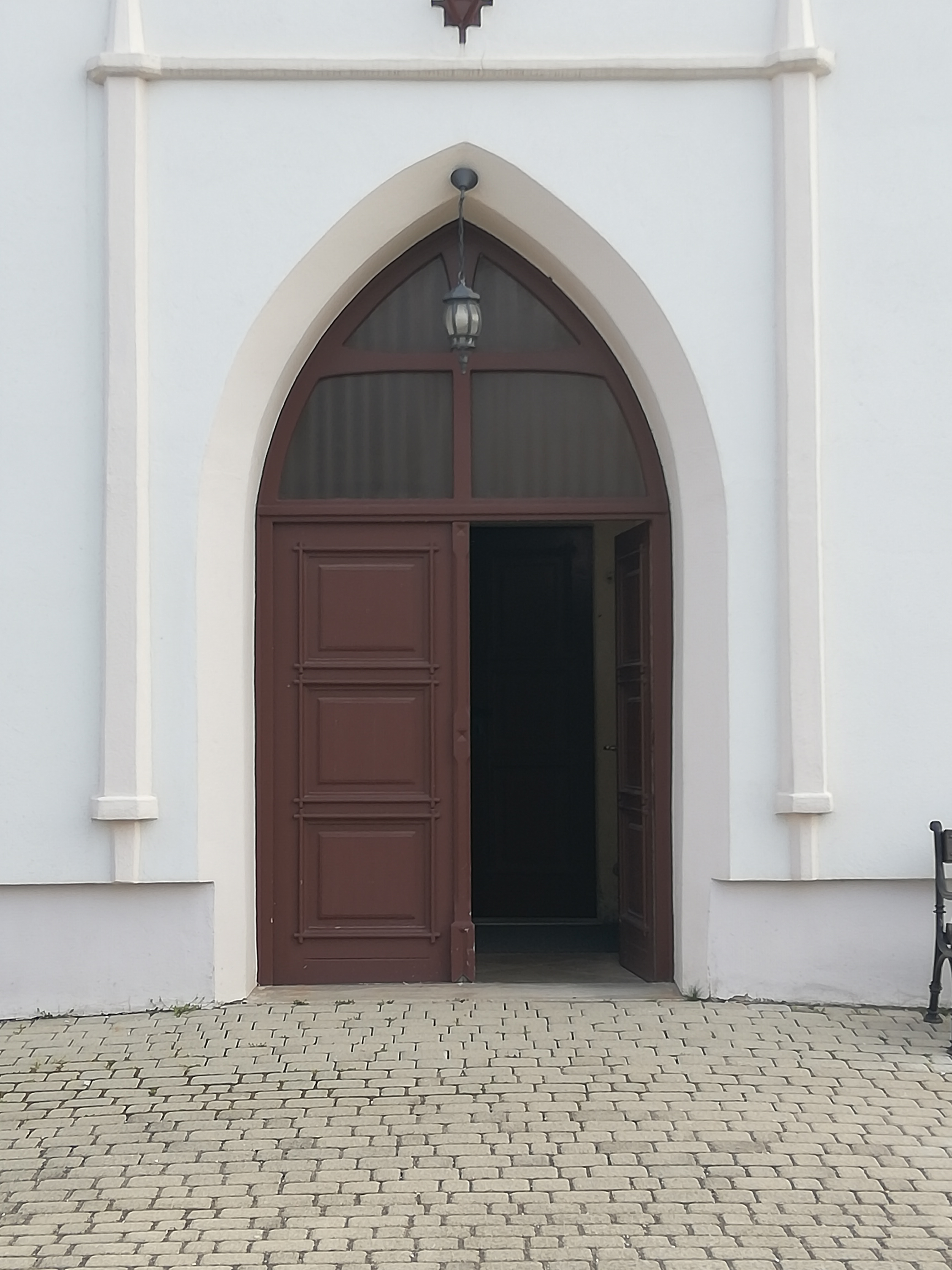
A katolikus templom kapuja
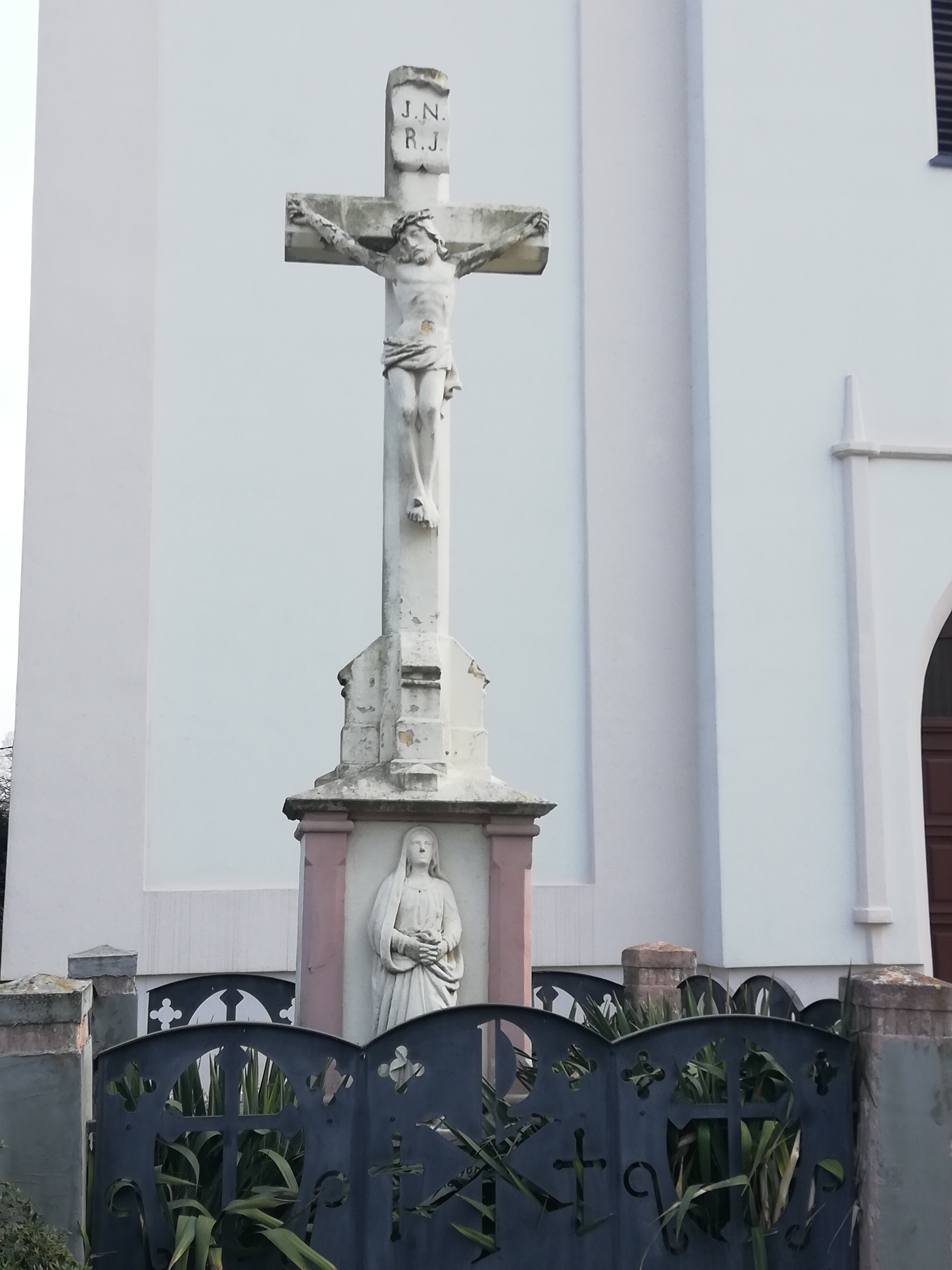
Kőkereszt a templom előtt
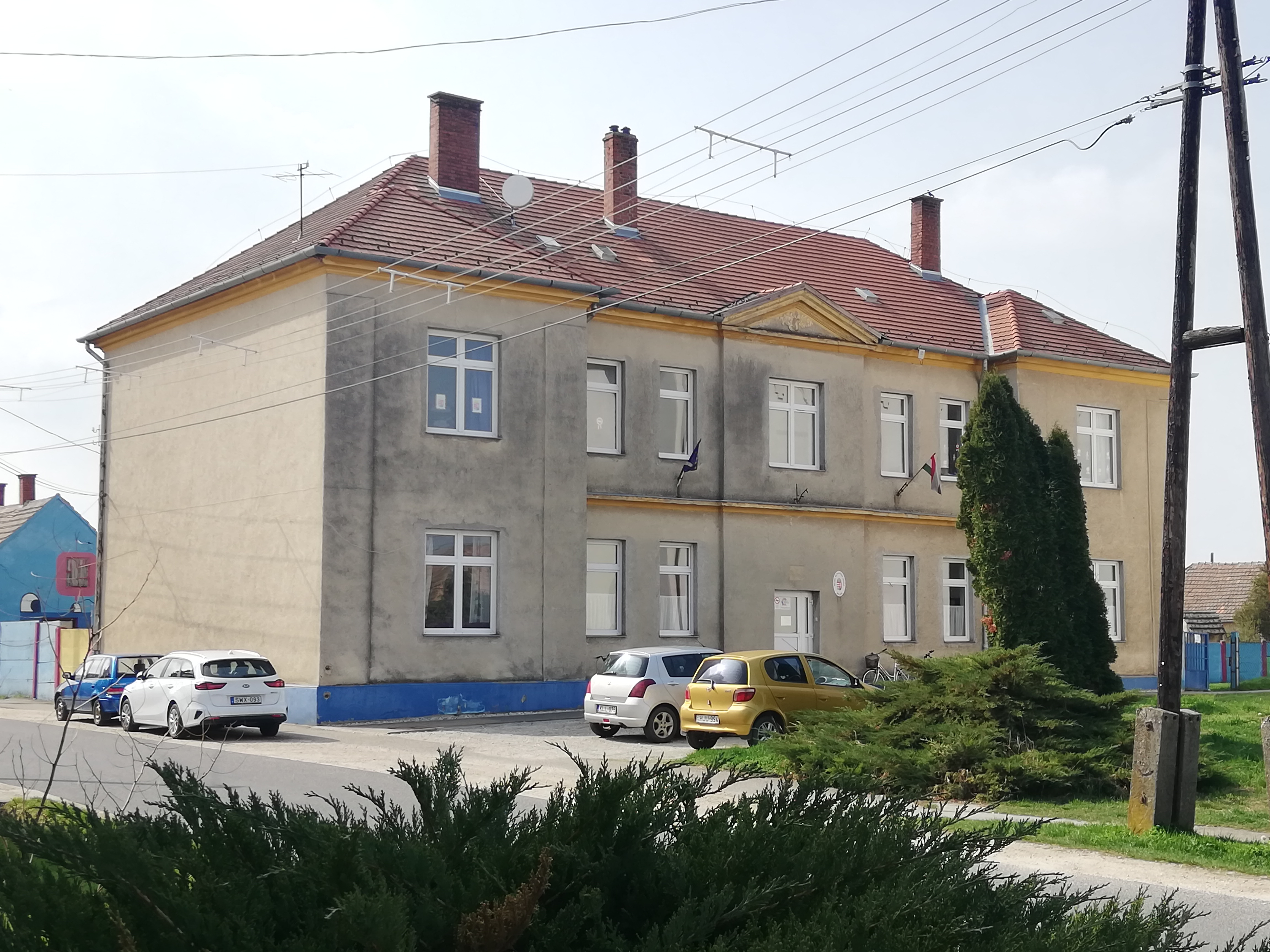
Régi iskolaépület a templom mögött
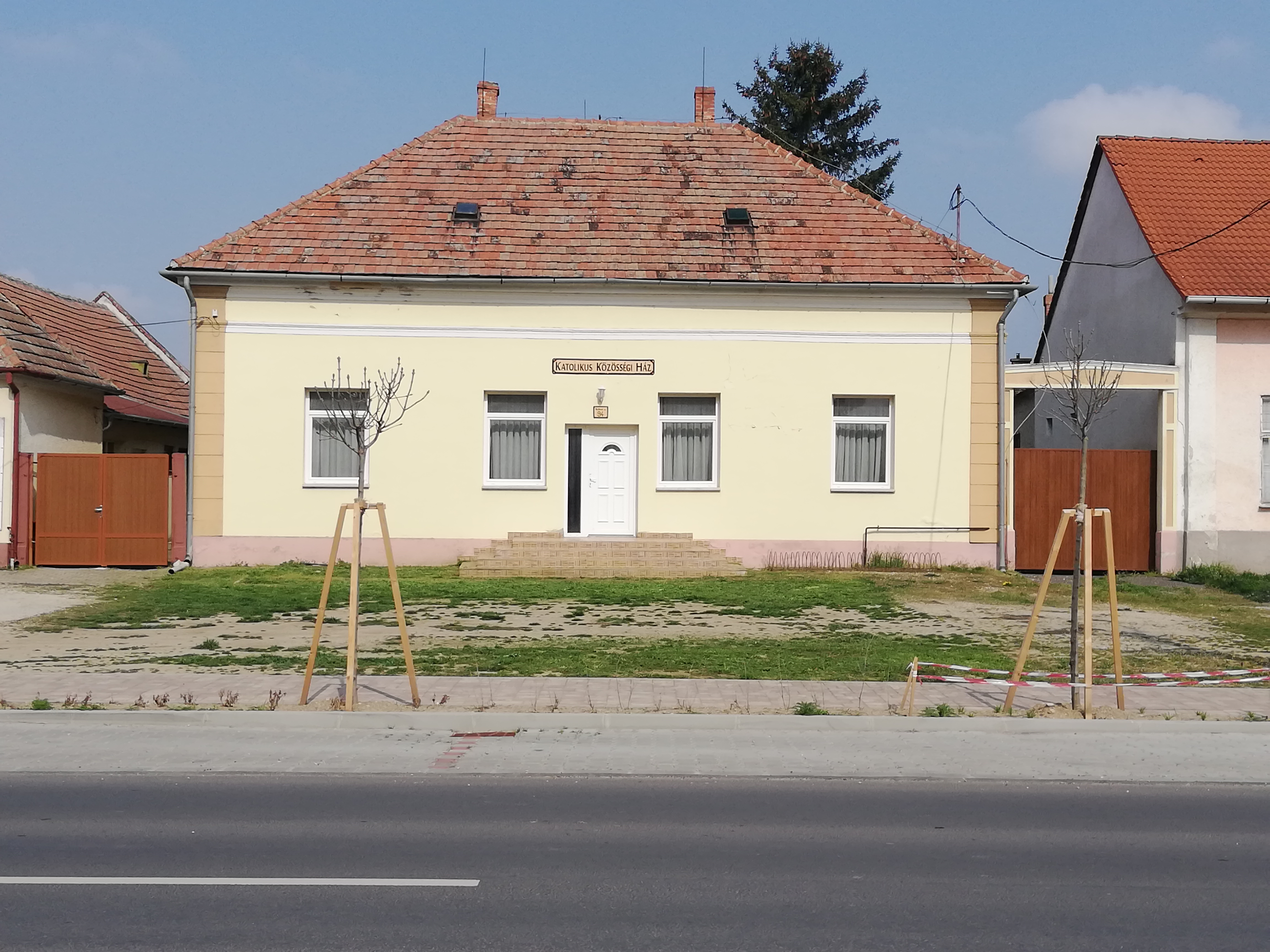
Katolikus közösségi ház
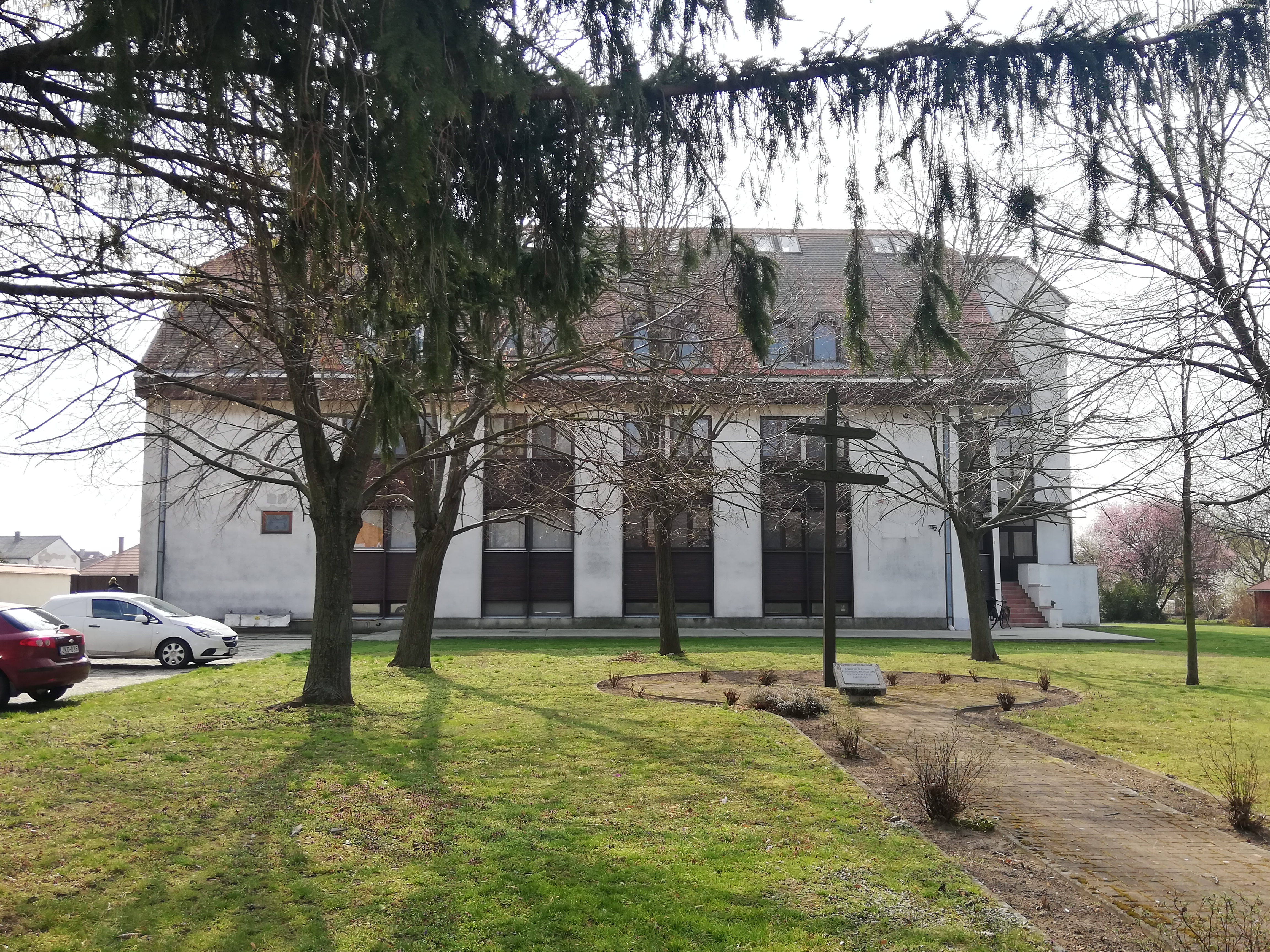
A főtér egy részlete a millecentenáris emlékkereszttel
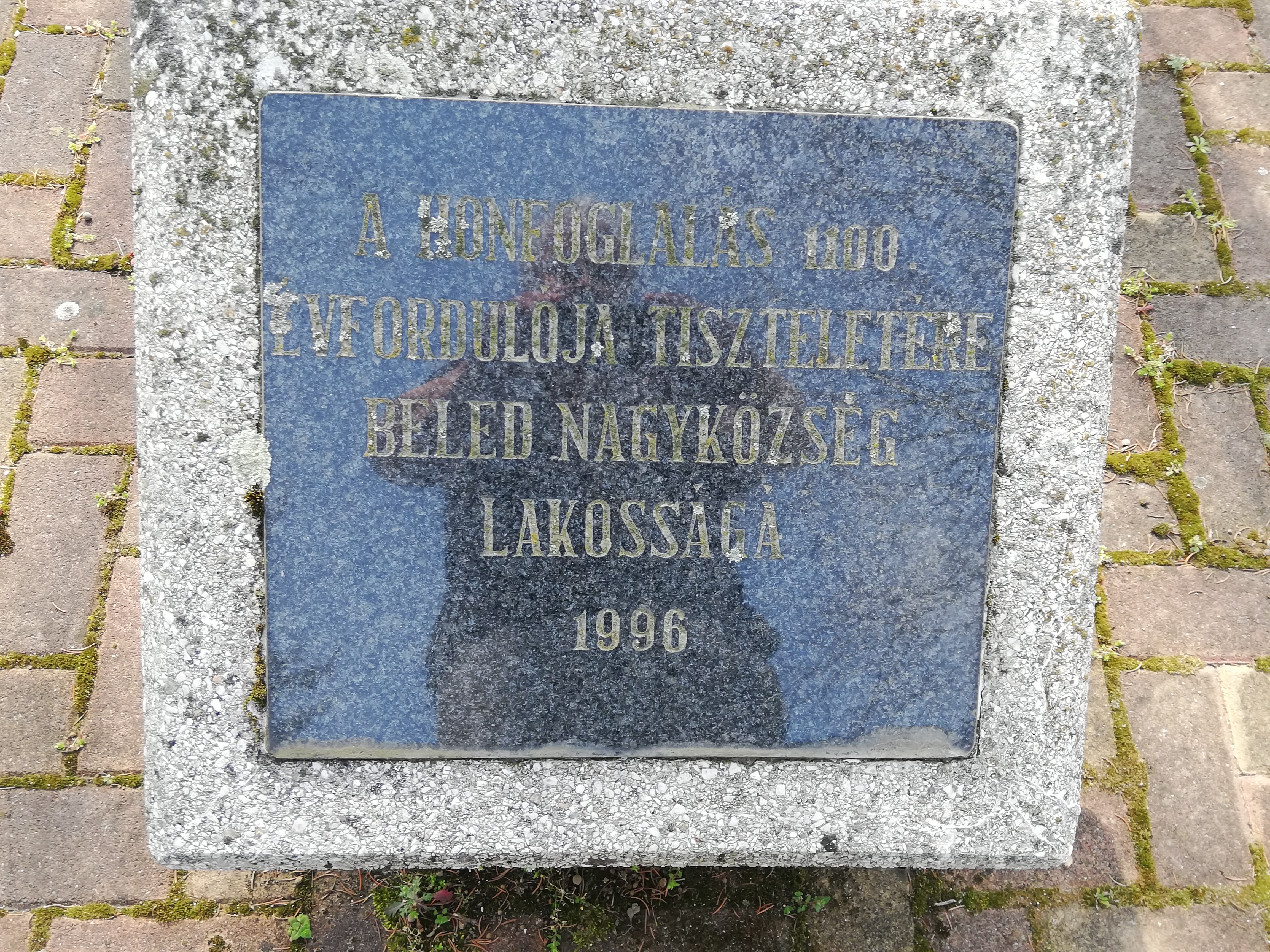
Emléktábla a honfoglalás 1100. évfordulójának emlékére
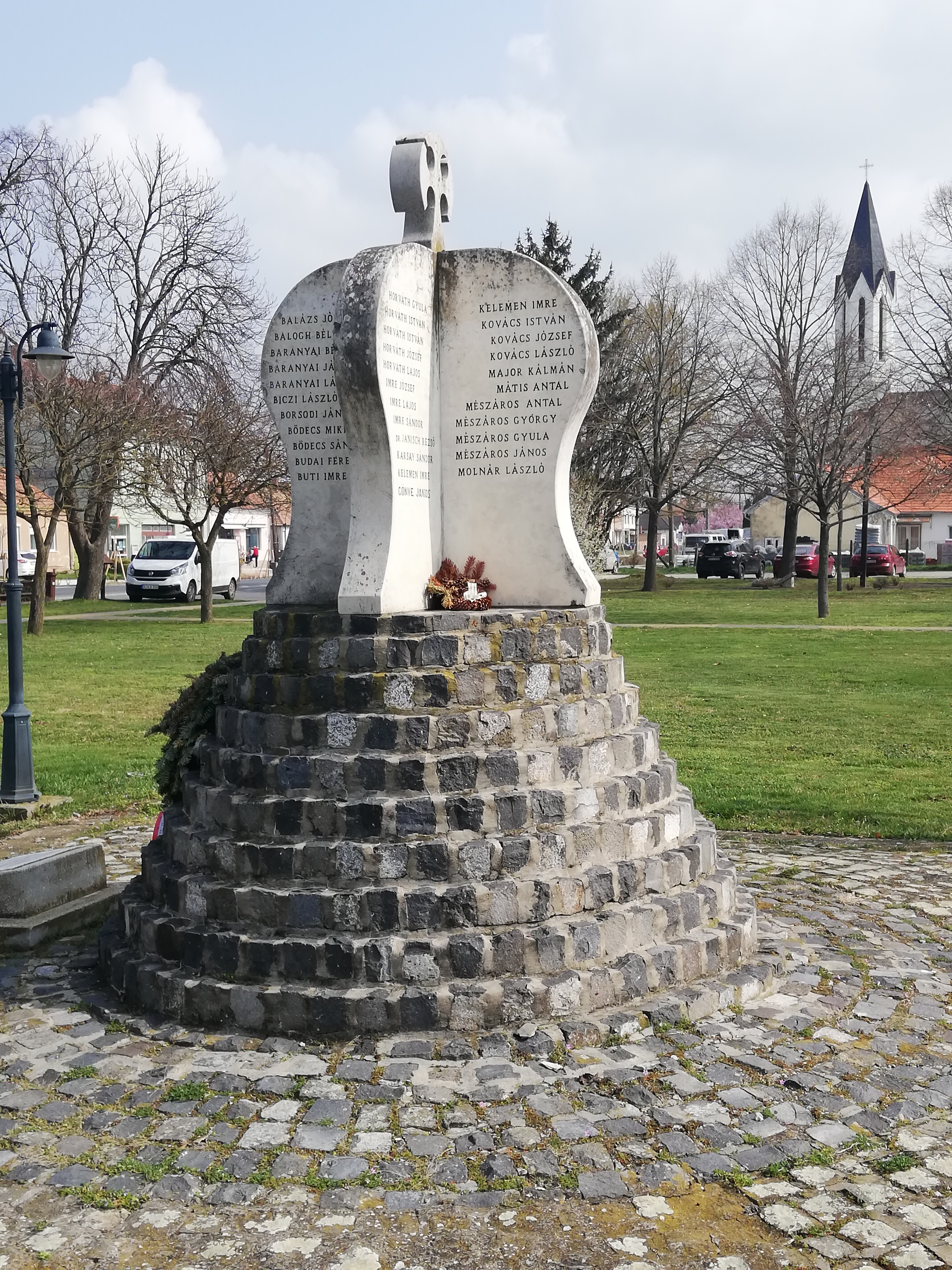
Hősi emlékmű
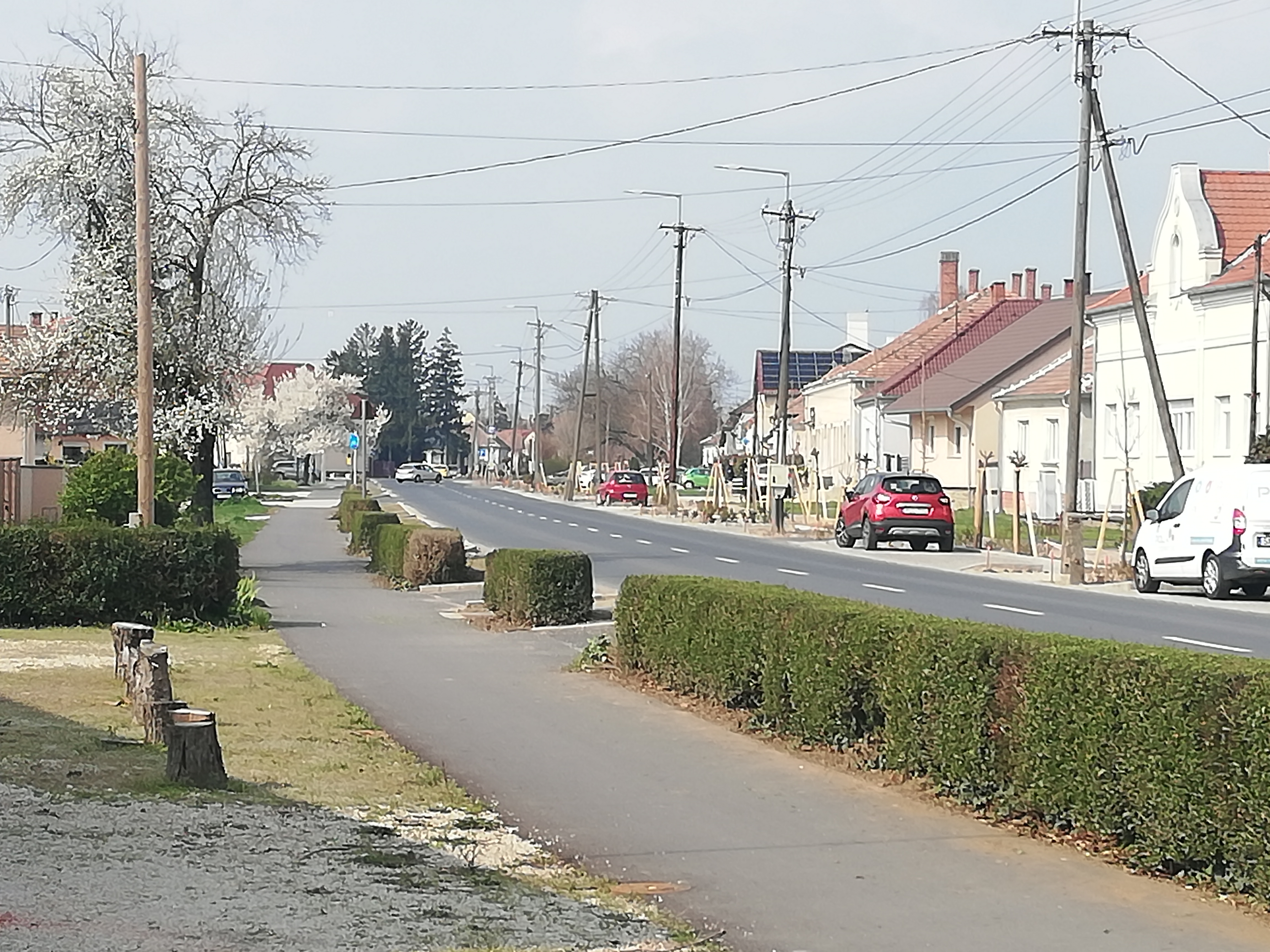
Beled főutcája
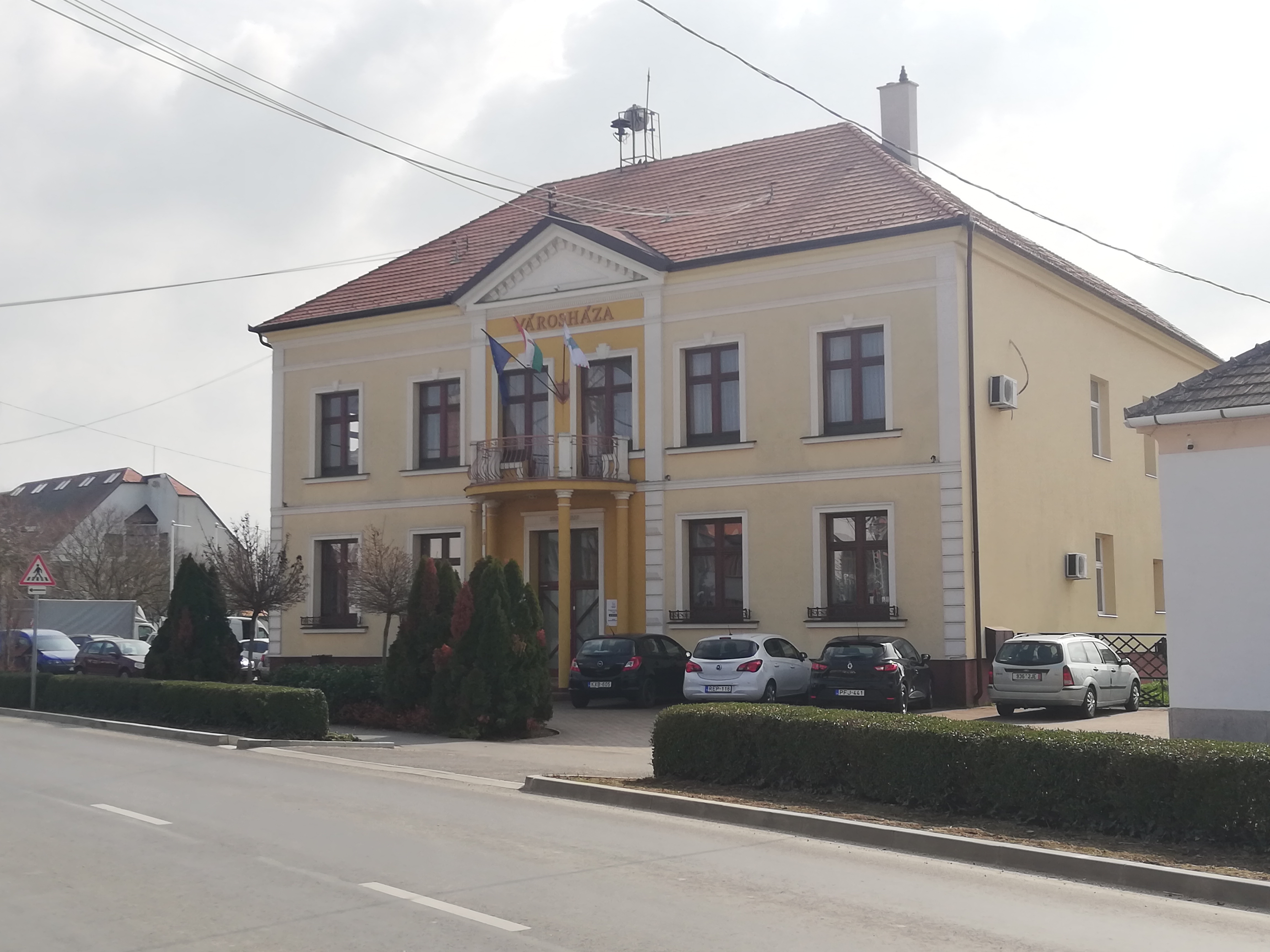
Városháza
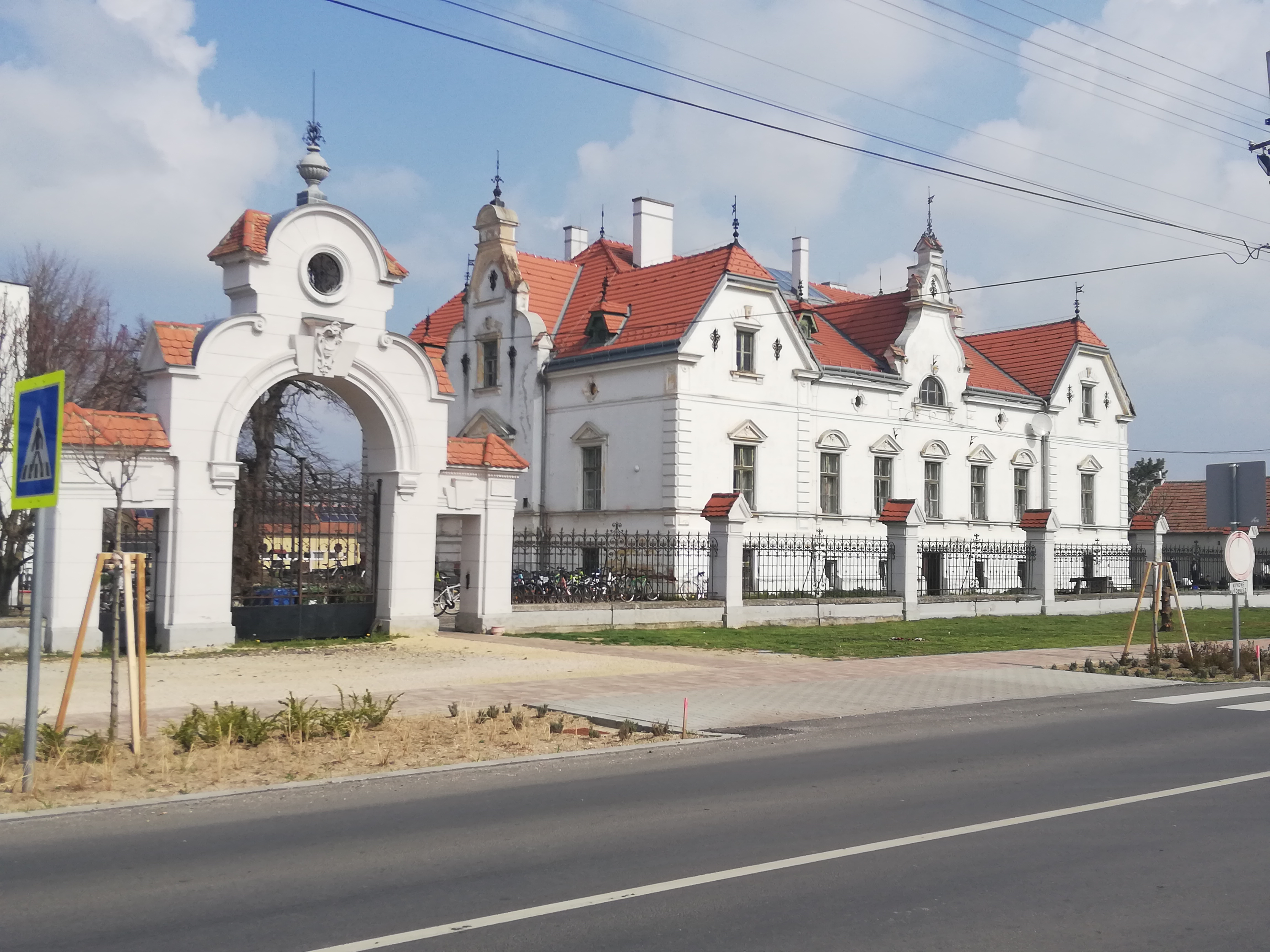
A Barthodeiszky-kastély
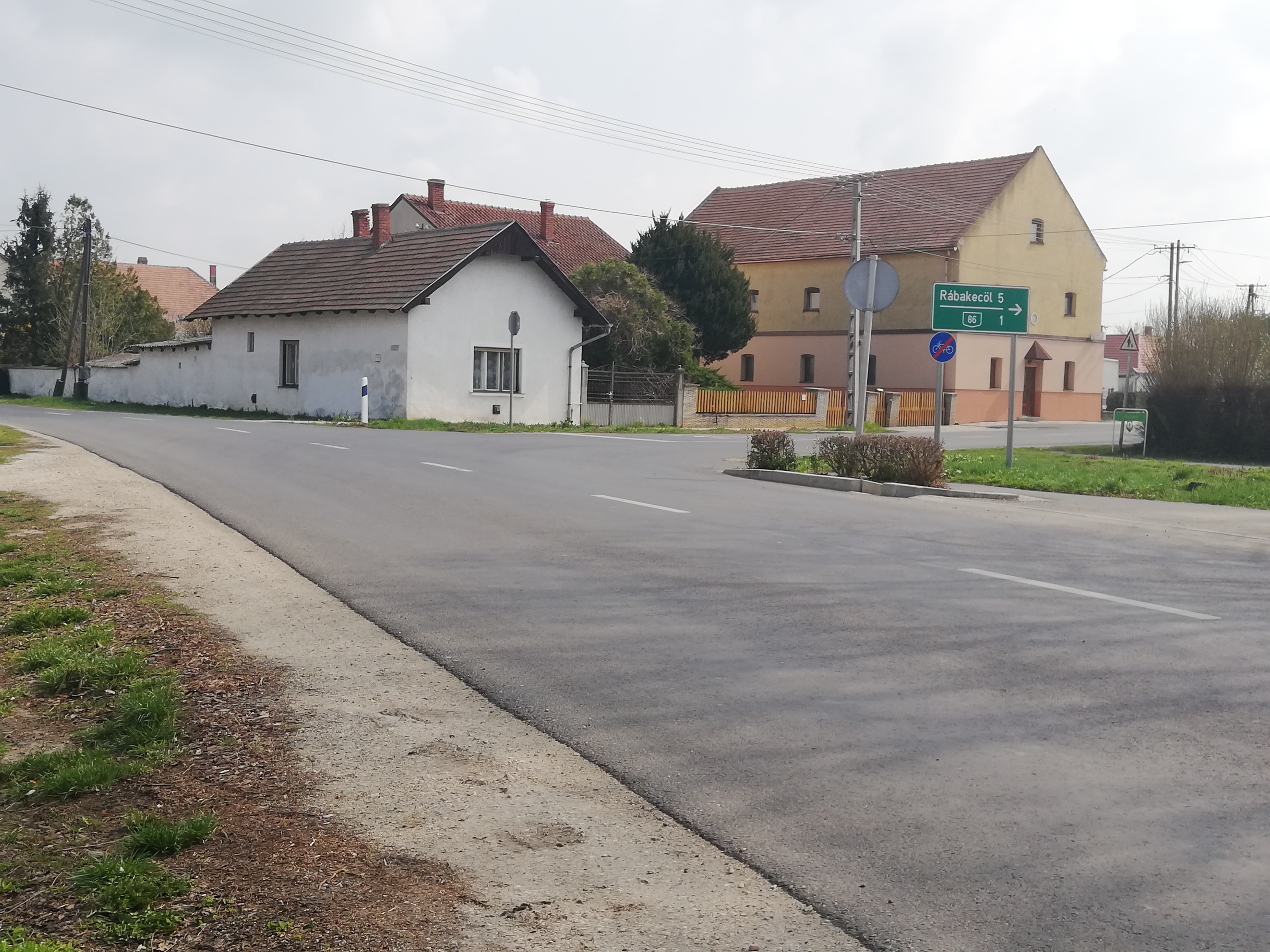
Rábakecöli elágazás a városközpont keleti részén
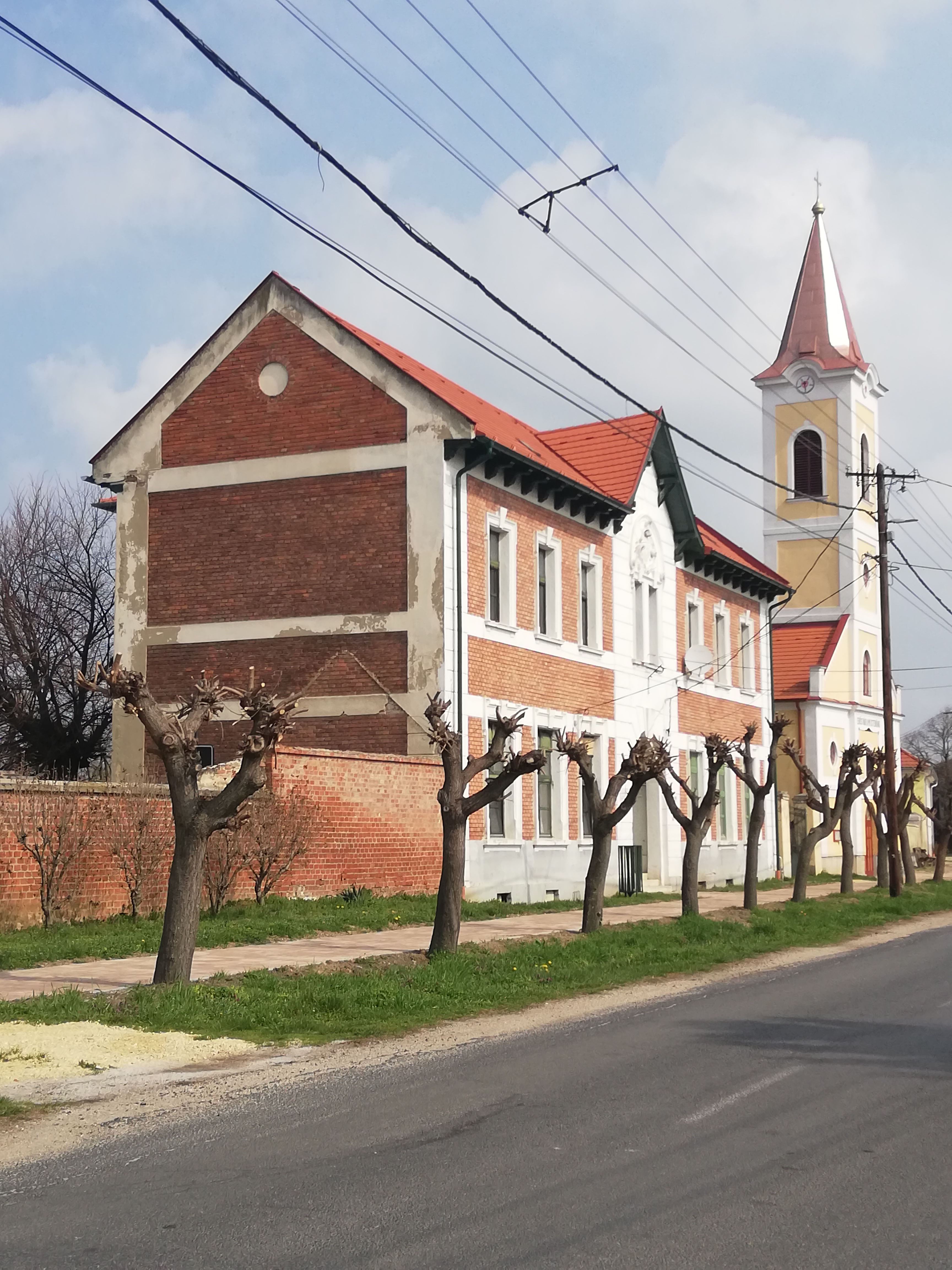
Evangélikus iskola
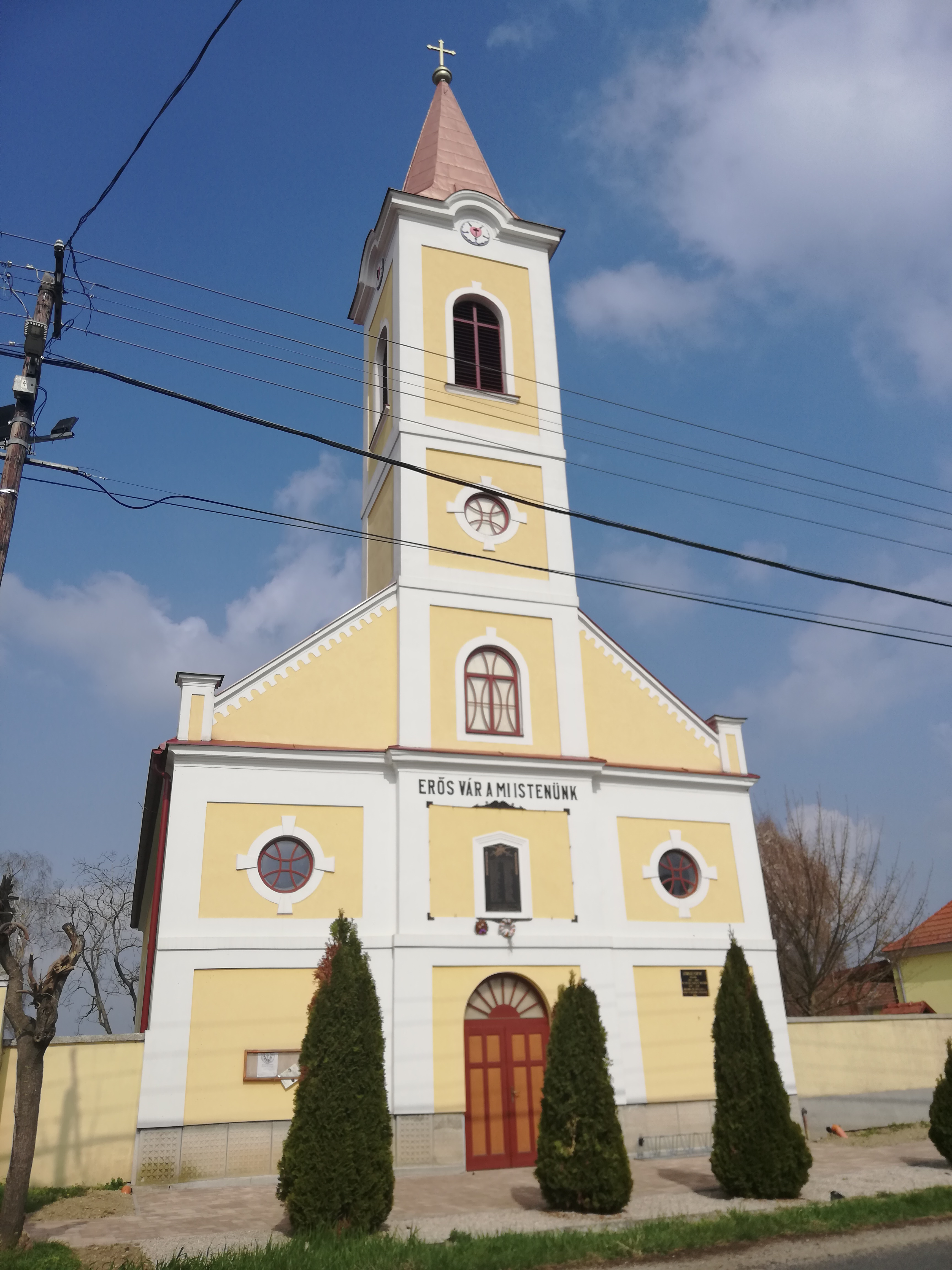
Evangélikus templom
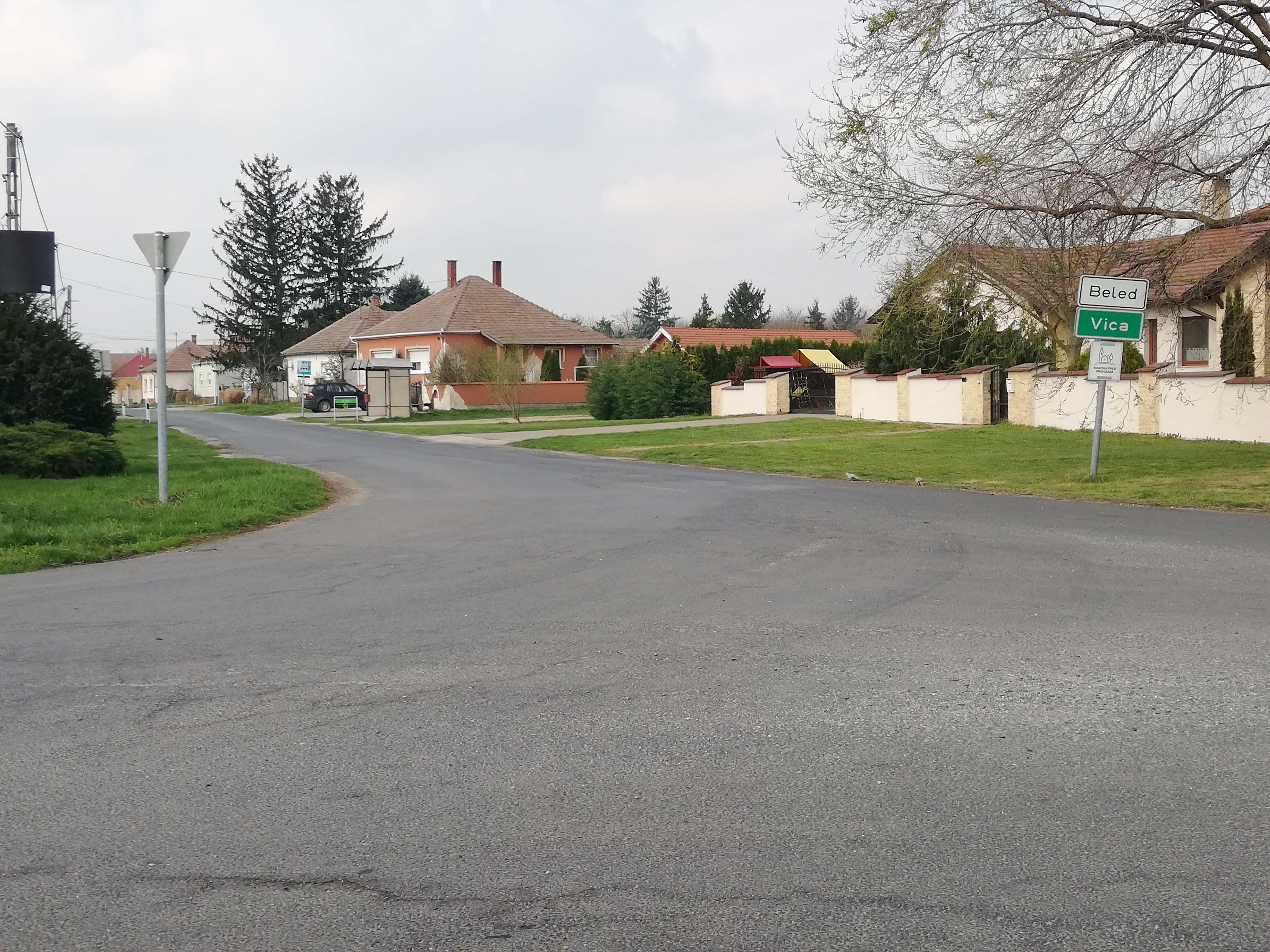
Vica főutcája (a 8609-es út) a 8606-os út felől nézve
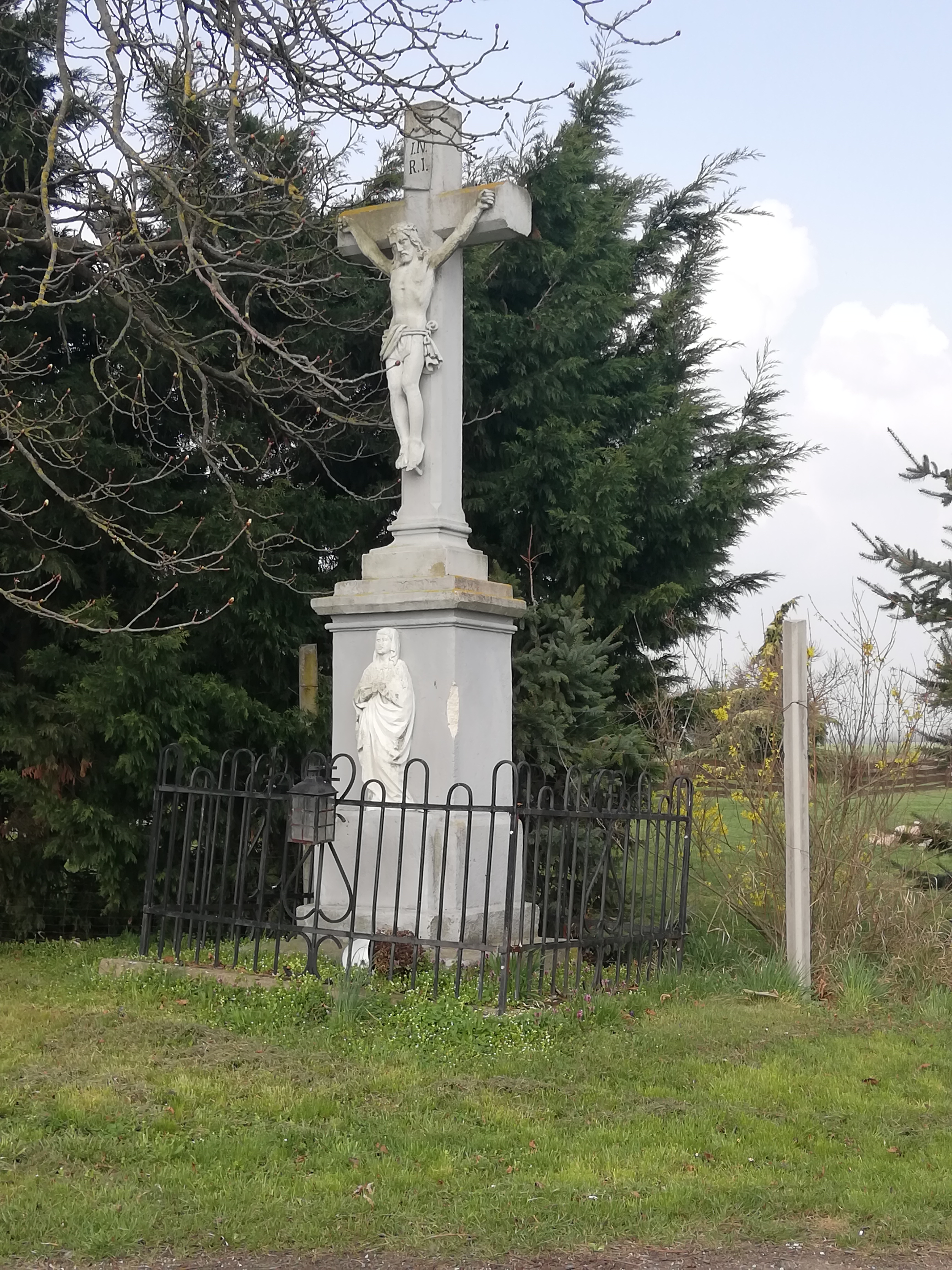
Kőkereszt a 8606-os út mellett Vicánál